# 宮原洋平
宮原 洋平（みやはら ようへい）は、日本のCGディレクター。
株式会社カプセル代表取締役。

## 主な作品

### 劇場アニメ
- ストレンヂア 無皇刃譚（2007年） - 撮影監督
- 劇場版 機動戦士ガンダム00 -A wakening of the Trailblazer-（2010年） - テクニカルディレクター
- 楽園追放（2014年） - モニターグラフィックス
- Fate/Grand Order -冠位時間神殿ソロモン-（2021年） - テクニカルディレクター

### テレビアニメ
- 無限のリヴァイアス（1999年） - CGディレクター
- Witch Hunter ROBIN（2002年） - 3D背景監督
- スクラップド・プリンセス（2003年） - 撮影監督
- ソウルイーター（2008年） - 撮影監督
- 機動戦士ガンダムAGE（2011年） - CGテクニカルディレクター
- エウレカセブンAO（2012年） - テクニカルディレクター
- ミス・モノクローム -The Animation-（2013年） - CGディレクター/エンディング・ディレクター
- ガンダムビルドファイターズ（2013年） - CGディレクター
- ガリレイドンナ（2013年） - モニターグラフィックス
- 機動戦士ガンダム 鉄血のオルフェンズ（2015年） - CGディレクター
- くまみこ（2016年） - CGプロデューサー
- エルドライブ【ēlDLIVE】（2017年） - CGディレクター
- Fate/Grand Order -絶対魔獣戦線バビロニア-（2019年） - テクニカルディレクター
- 明日ちゃんのセーラー服（2022年） - 3Dディレクター
- 機動戦士ガンダム 水星の魔女（2022年） - テクニカルディレクター
- チェンソーマン（2022年） - 画面設計[1]